# Alianza Mundial Bautista
La Alianza Mundial Bautista (en inglés Baptist World Alliance) es una asociación cristiana evangélica internacional de iglesias bautistas. La organización cuenta con 51,000,000 de personas en 2023. No incluye todas las iglesias y asociaciones bautistas del mundo. Su sede se encuentra en Falls Church, Estados Unidos. Su líder es el Pastor argentino Tomás Mackey.

## Historia

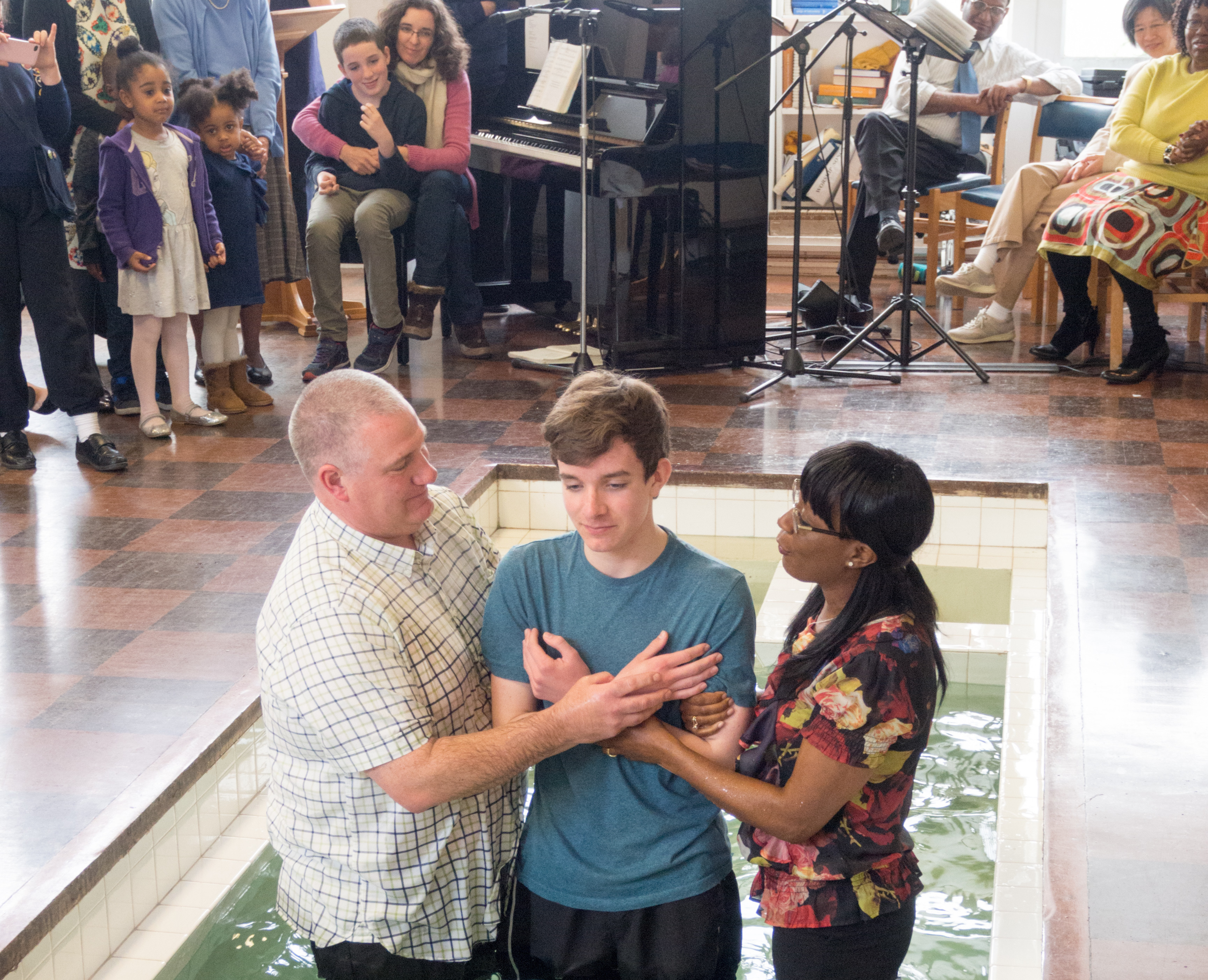
Bautismo del creyente por inmersión en la Iglesia Bautista del Northolt Park, en Gran Londres, Unión Bautista de Gran Bretaña.

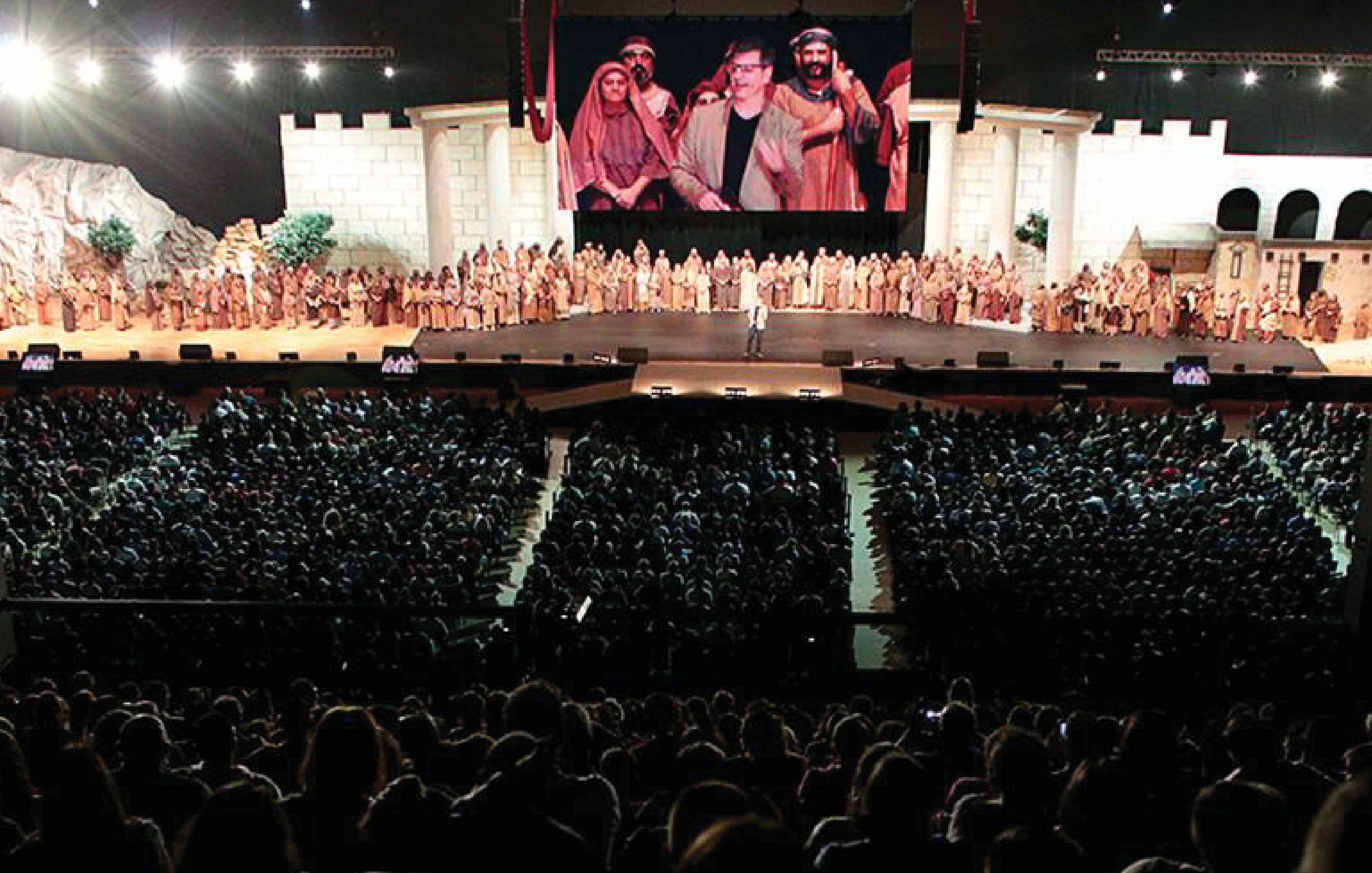
Espectáculo sobre la vida de Jesús durante un servicio en la Iglesia de la ciudad en São José dos Campos, afiliada a la Convención Batista Brasileña.

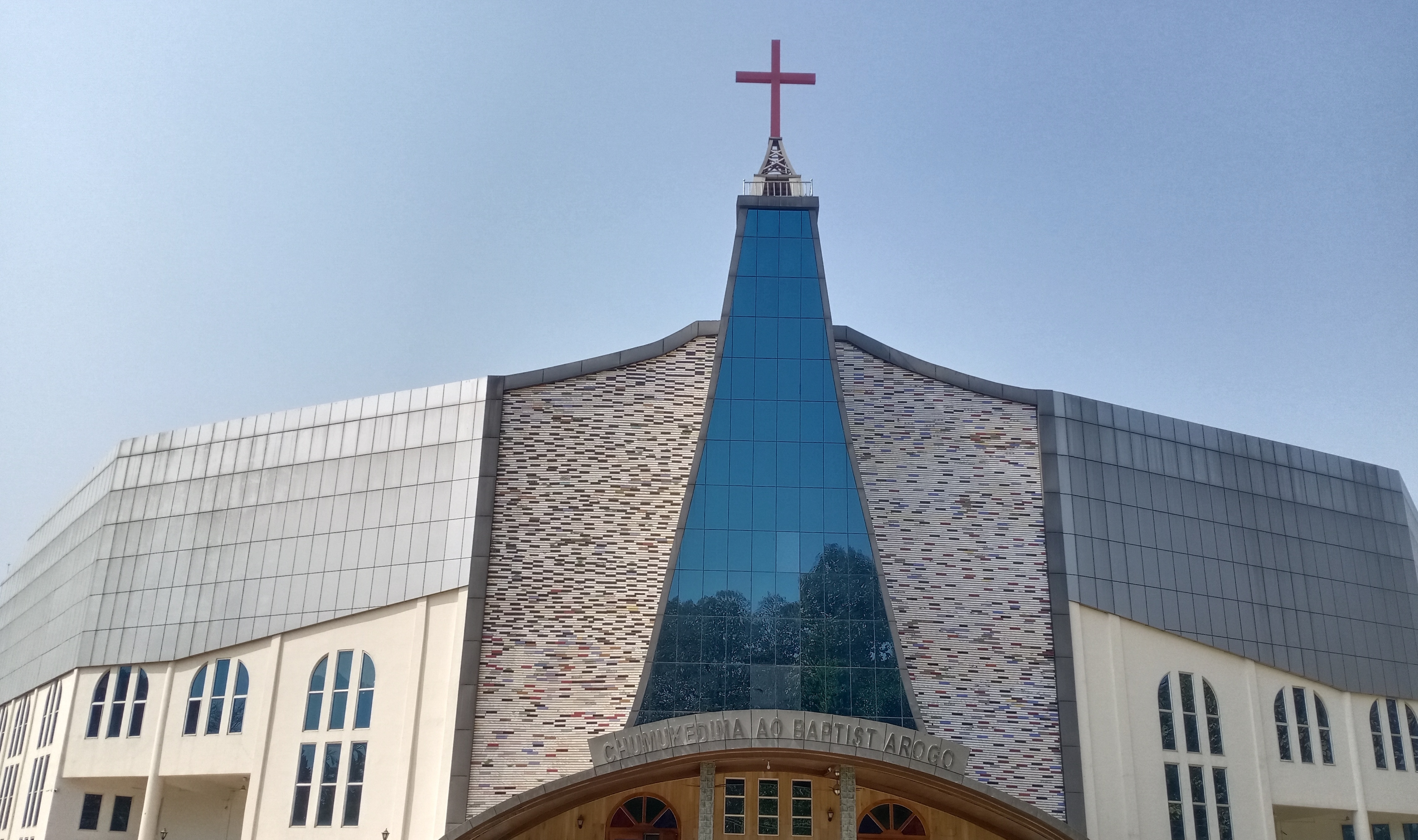
Edificio de la Iglesia Bautista Chumukedima Aaya, Kohima, afiliada al Concilio de la Iglesia Bautista de Nagaland (India).

En 1904, John Newton Prestridge, editor del periódico The Baptist Argus en Louisville invitó a los bautistas a una reunión mundial. John Howard Shakespeare, editor de The Baptist Times y Freeman en Londres, respaldó la propuesta. En 1904, la Unión Bautista de Gran Bretaña enviaron invitaciones a varias asociaciones bautistas de todo el mundo para un congreso mundial en 1905. Representantes de 23 países respondieron a la invitación y fundaron la Alianza Bautista Mundial en 1905 en Exeter Hall en Londres. La Alianza fue fundada el 17 de julio de 1905.
Hasta inicios del siglo XXI, la Alianza Mundial Bautista sigue llevando a cabo su trabajo por medio de Departamentos, Comités y Comisiones: Departamentos de la Juventud, de las Mujeres y de los Laicos. Comités Ejecutivos, de Socorro Mundial, Comisiones de Estudio de la Biblia y Preparación de la Membresía, de Evangelismo y Misiones, de Libertad Religiosa y Derechos Humanos, y de Historia Bautista, entre otros.
En 1994, tiene 34 millones de miembros.
En 2003, la Convención Bautista Internacional, una asociación internacional de iglesias de habla inglesa, se convirtió en miembro. 
En 2020, el pastor argentino Tomás Mackey sucedió al pastor sudafricano Paul Msiza y fue nombrado presidente de la Alianza.

## Estadísticas
Según un censo, en 2023 dijo que tenía 253 asociaciones Bautistas miembros en 130 países, 176.000 iglesias y 51.000.000 de miembros bautizados. Sin embargo, estas estadísticas no son completamente representativas, ya que algunas iglesias en los Estados Unidos tienen afiliación bautista nacional doble o triple, lo que hace que una iglesia y sus miembros se cuenten por más de una asociación bautista.

## Creencias
La Alianza tiene una confesión de fe  bautista.

## Organizaciones afiliadas

### Global Baptist Mission Network
La Red Mundial de Misión Bautista tiene 23 organizaciones misioneras miembros.

### BWAid
BWAid apoya proyectos de ayuda  humanitaria.

### BFAD
El Foro BWA para la Ayuda y el Desarrollo (BFAD) reúne a 30 agencias humanitarias bautistas.

### Iglesias Bautistas Americanas EE. UU.
Iglesias Bautistas Americanas EE. UU. (en inglés: American Baptist Churches USA) son una asociación cristiana evangélica de iglesias bautistas en Estados Unidos. Su sede se encuentra en King of Prussia, Estados Unidos.

### Unión Evangélica Bautista de España
Unión Evangélica Bautista de España es una asociación cristiana evangélica de iglesias bautistas que tiene su sede social en Madrid. Es miembro de la Alianza Bautista Mundial y de la Federación de Entidades Religiosas Evangélicas de España.

## Congresos de la Alianza Mundial Bautista
Junto al Congreso se celebra la Asamblea, máximo referente resolutivo de la Alianza.
| Ciudad         | País           | Año  |  | Ciudad       | País           | Año  |
| -------------- | -------------- | ---- |  | ------------ | -------------- | ---- |
| Londres        | Reino Unido    | 1905 |  | Miami Beach  | Estados Unidos | 1965 |
| Filadelfia     | Estados Unidos | 1910 |  | Tokio        | Japón          | 1970 |
| Estocolmo      | Suecia         | 1923 |  | Estocolmo    | Suecia         | 1975 |
| Toronto        | Canadá         | 1928 |  | Toronto      | Canadá         | 1980 |
| Berlín         | Alemania       | 1934 |  | Los Ángeles  | Estados Unidos | 1985 |
| Atlanta        | Estados Unidos | 1939 |  | Seúl         | Corea del Sur  | 1990 |
| Copenhague     | Dinamarca      | 1947 |  | Buenos Aires | Argentina      | 1995 |
| Cleveland      | Estados Unidos | 1950 |  | Melbourne    | Australia      | 2000 |
| Londres        | Reino Unido    | 1955 |  | Birmingham   | Reino Unido    | 2005 |
| Río de Janeiro | Brasil         | 1960 |  | Honolulú     | Estados Unidos | 2010 |

## Gobernanza
La gobernanza de la Alianza está asegurada por un secretario regional en las 6 regiones miembros, a saber, la Confraternidad Bautista de América del Norte, la Confraternidad Bautista del Caribe, la Unión Bautista Latinoamericana, la Federación Bautista Europea, la Federación Bautista de Asia-Pacífico, la Confraternidad Bautista de Toda África. Cada cinco años se elige un consejo internacional con un presidente.

## Organización y metas de la AMB
Las metas de la AMB son:
1. Unir a los bautistas del mundo
2. Responder a la gente en necesidad
3. Defender los Derechos Humanos
4. Promover la misión y el evangelismo

## Controversias
En 2004, la Convención Bautista del Sur de los Estados Unidos acusó  a la Alianza de adoptar una teología liberal, debido a su apoyo al ejercicio de  ministerio pastoral de mujeres, su percibido antiamericanismo, y debido a que una asociación miembro, las Iglesias Bautistas Americanas USA habían tolerado en su seno una organización que tenía 2 iglesias favorables al matrimonio entre personas del mismo sexo y. El secretario general de la Alianza, Denton Lotz, respondió que la Alianza no era  liberal, sino evangélica conservadora, que  las American Baptist Churches USA en su constitución solo creían en el matrimonio entre un hombre y una mujer y que las acusaciones de antiamericanismo resultaron de sus visitas a Fidel Castro en Cuba para la importación de Biblias y la expansión de  libertades de fe. En 2005, 2 asociaciones de los Estados miembros de la Convención Bautista del Sur, la Asociación General Bautista de Virginia y la Convención General Bautista de Texas solicitaron membresía en la Alianza y fueron admitidas.